# Attus annulatus
Attus annulatus är en spindelart som beskrevs av Christoph Gottfried Andreas Giebel 1870. Attus annulatus ingår i släktet Attus och familjen hoppspindlar. Inga underarter finns listade.